# Vivien Oakland
Vivien Oakland (* 20. Mai 1895 in San Francisco, Kalifornien als Vivian Anderson; † 1. August 1958 in Hollywood, Kalifornien) war eine US-amerikanische Schauspielerin.

## Leben und Karriere
Die Tochter norwegischer Auswanderer begann ihre Karriere im Kindesalter beim Vaudeville-Theater. Zwischen 1917 und 1927 spielte sie in insgesamt sieben Stücken am Broadway in New York, meistens in Musicals und Komödien. 1915 hatte sie im Stummfilm-Drama Destiny: Or, the Soul of a Woman ihr Filmdebüt gegeben, dies blieb allerdings für lange Zeit ihr einziger Film; erst 1924 stand sie erneut vor der Kamera. Ab Mitte der 1920er-Jahre spielte sie dann regelmäßig in Filmen, häufig für die Hal Roach Studios an der Seite zahlreicher bekannter Komiker der damaligen Zeit. Oakland spielte in sechs Filmen von Laurel und Hardy. Darunter waren zwei Auftritte als die Ehefrau von Oliver Hardy, die von Laurel und Hardy betrunken gemachte Richtersgattin in dem Kurzfilm Scram! (1932) und in dem Spielfilm Zwei ritten nach Texas (1937) die Gattin des Sheriffs, die sich vom aufdringlichen Verhalten des Komikerduos während einer Kutschfahrt belästigt fühlt.
Neben ihren Auftritten bei Laurel und Hardy spielte sie die Ehefrauen der Komiker Edgar Kennedy und Leon Errol in mehreren Filmen. Nach dem Ende der Hal-Roach-Studios zu Beginn der 1940er-Jahre erhielt sie fast nur noch kleinere Nebenrollen. 1951 zog sie sich nach über 150 Filmen aus dem Schauspielgeschäft zurück. In den letzten Jahren ihres Lebens arbeitete sie als Verkäuferin in einem Spielzeuggeschäft. Sie war verheiratet mit dem australischen Schauspieler John T. Murray (1886–1957). Viviens ältere Schwester war die Schauspielerin Dagmar Oakland (1893–1989).
Vivien Oakland verstarb 1958 im Alter von 63 Jahren und wurde auf dem Chapel of the Pines Crematory in Los Angeles beigesetzt.

## Filmografie (Auswahl)
- 1915: Destiny: Or, The Soul of a Woman
- 1926: Say It with Babies
- 1926: Mighty Like a Moose
- 1926: Along Came Auntie
- 1927: Two-Time Mama
- 1927: Von Braut zu Braut (Wedding Bills)
- 1927: Onkel Tom’s Hütte (Uncle Tom’s Cabin)
- 1927: Love ’Em and Weep
- 1928: Im Strudel der Gosse (We Faw Down)
- 1929: Das ist meine Frau (That’s my Wife)
- 1930: Back Pay
- 1931: Der Mannsteufel (A House Divided)
- 1932: Gelächter in der Nacht (Scram!)
- 1933: Eine Frau vergisst nicht (Only Yesterday)
- 1935: Star of Midnight
- 1935: Meuterei auf der Bounty (Mutiny on the Bounty)
- 1936: The Bride Walks Out
- 1937: Should Wives Work?
- 1937: Zwei ritten nach Texas (Way Out West)
- 1939: Island of Lost Men
- 1940: In Oxford (A Chump at Oxford)
- 1945: Utah
- 1945: The Man Who Walked Alone
- 1946: Tag und Nacht denk’ ich an Dich (Night and Day)
- 1946: Schwester Kenny (Sister Kenny)
- 1946: Die wunderbare Puppe (Magnificent Doll)
- 1946: The Locket
- 1947: Smash-Up: The Story of a Woman
- 1950: Die schwarze Lawine (The Secret Fury)